# Logaritmo comum

Esboço de um gráfico da função f(x) = log x.

Na matemática, logaritmo comum, também conhecido como logaritmo decimal, é o logaritmo de base 10, de ampla utilidade em cálculos manuais e simples, principalmente por poder ter sua base omitida. Seu uso se estabelece principalmente em escalas logarítmicas (no cálculo de decibéis, escala Richter, pH e diversos campos da engenharia).

## Exemplos
O cálculo do pH, que mede a acidez e basicidade de uma substância, é dado por:
{\displaystyle pH=-\log(x)}
onde x é a concentração de íons H+.